# Tomislav Zuppa
Tomislav Zuppa (Split, 1906. – Zagreb 1980.) – hrvatski pjesnik i tekstopisac, profesor talijanskog i engleskog jezika

Rođen je u siromašnoj obitelji. Imao je tri brata i sestru. Tomislav je najmlađi. Diplomirao je talijanski i engleski jezik. Otišao je iz Splita u partizane 1943. Ranjen je u Bosni 1944. te prebačen na otok Vis i u Italiju, u Bari, gdje je postao časnikom za vezu pri engleskom stožeru. Preko Leccea, prebacivao je civile u egipatski El Shatt na sigurno. 
Poslije Drugog svjetskog rata, u Beogradu je radio u ministarstvu vanjskih poslova. Imenovan je za veleposlanika u Rimu, ali je iz osobnih razloga odustao. Vratio se u Split i postao knjigovođa u Splitskom nabavnom poduzeću. Nerado je radio taj posao, pa se 1948. s obitelji preselio u Zagreb i zaposlio u Komisiji državne kontrole. 
Osnovao je „Croatia film” i prvi filmski časopis u Jugoslaviji pod nazivom „Filmski vjesnik”. Zbog cenzure, otišao je i osnovao Turistički biro, u kojem je radio s nizom poznatih grafičara. Volio je pisati. Pisao je novele i objavljivao ih u Vjesniku, Borbi i drugim tadašnjim dnevnim novinama. 
Napisao je niz pjesama, koje su postale općepoznate poput: „Galeb i ja”, „Romanca”, „Četiri stađuna”, „Pismo ćali”, „Naše malo misto”, „Moja jube” i dr.
Na Splitskom festivalu, nagrada za tekst nosila je ime po njemu do 1990. Supruga Tomislava Zuppe,[Kako se je zvala?] bila je u mladosti glumica,[Filmska ili kazališna?] a sin Vjeran Zuppa je kazališni teoretičar i kritičar te književnik. 